# Mačkatica
Mačkatica (izvirno srbsko Мачкатица) je naselje v Srbiji, ki upravno spada pod Občino Surdulica; slednja pa je del Pčinjskega upravnega okraja.

## Demografija
V naselju živi 231 polnoletnih prebivalcev, pri čemer je njihova povprečna starost 48,2 let (43,9 pri moških in 52,9 pri ženskah). Naselje ima 94 gospodinjstev, pri čemer je povprečno število članov na gospodinjstvo 2,76.
To naselje je popolnoma srbsko (glede na rezultate popisa iz leta 2002), a v času zadnjih treh popisov je opazno zmanjšanje števila prebivalcev.
|  |

| Demografija | Demografija     | Demografija     |
| Leto        | Št. prebivalcev | Št. prebivalcev |
| ----------- | --------------- | --------------- |
|             |                 |                 |
|             |                 |                 |
|             |                 |                 |
|             |                 |                 |
| 1948        | 1496            |                 |
| 1953        | 1468            |                 |
| 1961        | 1206            |                 |
| 1971        | 995             |                 |
| 1981        | 886             |                 |
| 1991        | 508             | 498             |
| 2002        | 264             | 259             |
|             |                 |                 |

| Etnična sestava po popisu iz leta 2002 | Etnična sestava po popisu iz leta 2002 | Etnična sestava po popisu iz leta 2002 | Etnična sestava po popisu iz leta 2002 | Etnična sestava po popisu iz leta 2002 |
| -------------------------------------- | -------------------------------------- | -------------------------------------- | -------------------------------------- | -------------------------------------- |
| Srbi                                   | Srbi                                   |                                        | 259                                    | 100,0%                                 |
| Neznano                                | Neznano                                |                                        | 0                                      | 0,0%                                   |